# Болотова (деревня)
Болотова — деревня в Болховском районе Орловской области. Входит в состав Новосинецкого сельского поселения. Население — 4 чел. (2010).

## География
Деревня находится в северной части Орловской области, в лесостепной зоне, в пределах центральной части Среднерусской возвышенности. Расположена на берегу реки Каменка. Абсолютная высота — 218 метров над уровнем моря.
Уличная сеть представлена одним объектом: Садовая улица.
Географическое положение: в 19 километрах от районного центра — города Болхов, в 37 километрах от областного центра — города Орёл и в 290 километрах от столицы — Москвы.
Часовой пояс
Деревня Болотова, как и вся Орловская область, находится в часовой зоне МСК (московское время). Смещение применяемого времени относительно UTC составляет +3:00.
Климат близок к умеренно-холодному, количество осадков является значительным, с осадками даже в засушливый месяц. Среднегодовая норма осадков — 627 мм. Среднегодовая температура воздуха в Болховском районе — 5,1 °C.

## Население
Проживают (на 2017—2018 гг.) 7 жителей, 1 чел. — от 50 до 60 лет и 6 чел. — старше 60 лет.
| 2010 |
| ---- |
| 4    |

Гендерный состав
По данным Всероссийской переписи населения 2010 года в гендерной структуре населения мужчины составляют 25% (1 чел.), женщины — 75% (3 чел.).

## Инфраструктура
Нет данных.

## Транспорт
Деревня расположена рядом с автодорогой Р-92.